# Forschungs-Neutronenquelle Heinz Maier-Leibnitz
Die Forschungs-Neutronenquelle Heinz Maier-Leibnitz (nach dem deutschen Kernphysiker Heinz Maier-Leibnitz; auch Forschungsreaktor München II, kurz FRM II) in Garching bei München ist mit einer thermischen Nennleistung von 20 MW der leistungsstärkste deutsche Forschungsreaktor. FRM II gilt als Nachfolger des Forschungsreaktor München (FRM). Der Reaktor wird von der Technischen Universität München als zentrale wissenschaftliche Einrichtung betrieben, die keiner Fakultät zugeordnet ist. Die erzeugten Neutronen werden hauptsächlich für die Grundlagenforschung in Physik, Chemie, Biologie und Materialwissenschaften verwendet.

## Geschichte
Die Grundsatzentscheidung für den Neubau eines Forschungsreaktors wurde vorbereitet, als 1985 Pläne zum Bau einer nationalen Spallationsneutronenquelle scheiterten. 1981 wurde mit Vorstudien für einen Kompaktkern für eine neue Mittelflussquelle begonnen, ab 1984 standen Projektmittel zur Verfügung. 1989 bis 1992 erfolgte die Begutachtung, zuletzt durch den Wissenschaftsrat, der den Bau des FRM II mit hoher Priorität empfahl.
Die Entscheidung zum Bau des FRM II wurde von verschiedenen Seiten aus verschiedenen Gründen kritisiert. Seit Erteilung der 1. Teilerrichtungsgenehmigung am 29. April 1996 wurde jede einzelne Genehmigung gerichtlich angefochten; alle Einsprüche wurden jedoch letztinstanzlich abgewiesen. Ein von Gegnern 2003 initiierter Bürgerentscheid, mit dem eine knappe Mehrheit der Garchinger ihre Stadtverwaltung aufforderte, gegen die Inbetriebnahme des Reaktors einzutreten, hatte keine nachhaltige Wirkung. Nach Ausreizen aller gesetzlichen Prüfungsmöglichkeiten musste der damalige Bundesumweltminister Jürgen Trittin (der die Bundesaufsicht über das eigentlich für den Vollzug des Atomrechts zuständige Land Bayern ausübte) am 2. Mai 2003 letztlich die 3. Teilerrichtungsgenehmigung, die im Wesentlichen aus der Betriebsgenehmigung besteht, abzeichnen.
Neben Sicherheitsbedenken (Austritt von Strahlung oder Kernschmelze) wurde vor allem die besondere Gefährdung durch die Nähe (etwa 10 km) zum Münchner Flughafen genannt. Um dieser Gefährdung zu begegnen, wurde die Reaktorhalle mit einer 1,8 Meter dicken Betonwand und -decke gebaut. Nachdem die Bauentscheidung gefallen war, konzentrierte sich die Kritik auf die Verwendung von hochangereichertem und damit, wenn es aus der vorliegenden U3Si2-Verbindung isoliert werden kann, atomwaffentauglichem Uran. Die derzeit gültige Betriebsgenehmigung enthält die Auflage, mittelfristig auf einen noch zu entwickelnden Brennstoff umzustellen, der durch noch höhere chemische Urandichte einen niedrigeren nuklearen Anreicherungsgrad ermöglicht. Derzeit wird dazu insbesondere an Uran-Molybdän-Verbindungen geforscht.
Der Reaktor wurde von der Siemens AG gebaut und kostete über 400 Millionen Euro. Er wurde am 2. März 2004 erstmals angefahren und erreichte am 24. August 2004 die Nennleistung von 20 MW. Im April 2005 wurde er formell von Siemens an die TU München übergeben und anschließend in den Routinebetrieb überführt.

### Betriebspause
Zwischen März 2019 und Januar 2020 war der Reaktor außer Betrieb, da kein Brennstoff zur Verfügung stand. Die in Frankreich bei AREVA gefertigten Brennelemente standen dort zwar bereit, durften aber wegen geänderter Transportbestimmungen nicht geliefert werden. Dabei ging es weniger um Risiken durch Radioaktivität, als um terroristische Sicherheitsrisiken beim Transport des hochangereicherten Brennstoffs.
Im Dezember 2019 wurde durch eine Sondergenehmigung schließlich die Anlieferung der vier Brennelemente ermöglicht und der Reaktor wurde am 13. Januar 2020 wieder angefahren. Am Ende dieses 47. Zyklus (planmäßiges Abfahren am 16. März 2020) kam es erneut zu einer ungeplanten Betriebspause: Das Wiederanfahren für den Folgezyklus wurde erst durch ein meldepflichtiges Ereignis (Überschreitung des Jahresgenehmigungswertes für die Ableitung des Nuklids C-14) verzögert und schließlich aufgrund der Coronapandemie zunächst auf unbestimmte Zeit verschoben, da die deutschen Einreisebestimmungen eine Anreise der zumeist internationalen Wissenschaftlergruppen nicht zuließen. Weitere technische Probleme bei einer Versuchseinrichtung (Kalte Neutronenquelle), die ausgebaut werden musste, sowie eine Leckage im Zentralkanal, in dem sich das Brennelement befindet, führten dazu, dass der Reaktor frühestens im Sommer 2024 wieder in Betrieb gehen kann. Anfang 2025 meldete der Verein Deutscher Ingenieure, dass der Reaktor nun voraussichtlich Ende 2025 nach 5-jährigem Stillstand wieder angefahren werden soll.

### Ersatz für hochangereichertes Uran
Gemäß der 3. Teilerrichtungsgenehmigung ist der Betrieb des FRM II mit hochangereichertem Uran nur solange zulässig, bis ein Ersatz durch niedriger angereicherten Brennstoff ohne wesentliche Einbußen im Neutronenfluss möglich ist. Gleichzeitig ist der FRM II aber auch verpflichtet, Möglichkeiten für eine derartige Umrüstung zu erforschen und eine Umrüstung auf niedriger angereichertes Material durchzuführen, sobald diese möglich ist, ohne die wissenschaftliche Nutzung als Hochfluss-Neutronenquelle zu gefährden. Als anzustrebender Zeitpunkt war in einer Bund-Länder-Vereinbarung ursprünglich Ende 2010 festgelegt, was aufgrund der fehlenden technischen Möglichkeiten zweimal verschoben wurde (2018 bzw. 2025). Als Zielanreicherung ist in der Vereinbarung ein Wert „kleiner 50% Anreicherung“ benannt, was rechtlich immer noch hochangereichertes Uran wäre.
Die seit 2004 stattfindende Forschung nach neuem Brennstoff mit geringer Anreicherung für den FRM II hatte bis zum Jahr 2014 nur mögliche Alternativen für den Reaktor ergeben. Die Forschung findet in Zusammenarbeit mit den Betreibern der Hochleistungsforschungsreaktoren in Europa (SCK-CEN, ILL und CEA) und dem Brennelement-Hersteller Framatome-CERCA statt. Dies erfolgt weiter in enger Abstimmung mit Partnern aus den USA und Korea.
Wegen der räumlichen Begrenzung für einen Kernumbau kann eine niedrigere Anreicherung nur durch die Erhöhung der Urandichte erreicht werden. Es existierten drei vielversprechende Brennstoffkandidaten, die sich maßgeblich in der möglichen Urandichte unterscheiden. Es bestehen inzwischen praktikable Ansätze für die Fertigung niedriger angereicherter (<50 %) Brennelemente. Ein monolithischer Prototyp des U-Mo-Brennstoffs mit einer Anreichung von 19,75 % steht seit Anfang 2021 für Bestrahlungsversuche zur Verfügung, die für die Zulassung notwendig sind. Es ist geplant, 2025 einen Genehmigungsantrag für die Umrüstung einzureichen.
2021 wurde vom BUND beim Bayerischen Verwaltungsgerichtshof (VGH) eine Klage gegen die Genehmigungsbehörde, das Bayerische Umweltministerium, eingereicht mit dem Ziel, einen Widerruf der Betriebsgenehmigung zu erreichen. Hauptargument der Kläger war die Nichteinhaltung des Umrüstungstermins in der ersten Fassung der Bund-Länder-Vereinbarung. Diese Klage wurde am 19. Juni 2024 vom VGH abgewiesen mit Verweis auf die Einschränkung in der 3. Teilerrichtungsgenehmigung, die eine Umrüstung nur verpflichtend macht, wenn dies ohne wesentlichen Verlust an Neutronenfluss möglich ist.

## Baulichkeiten

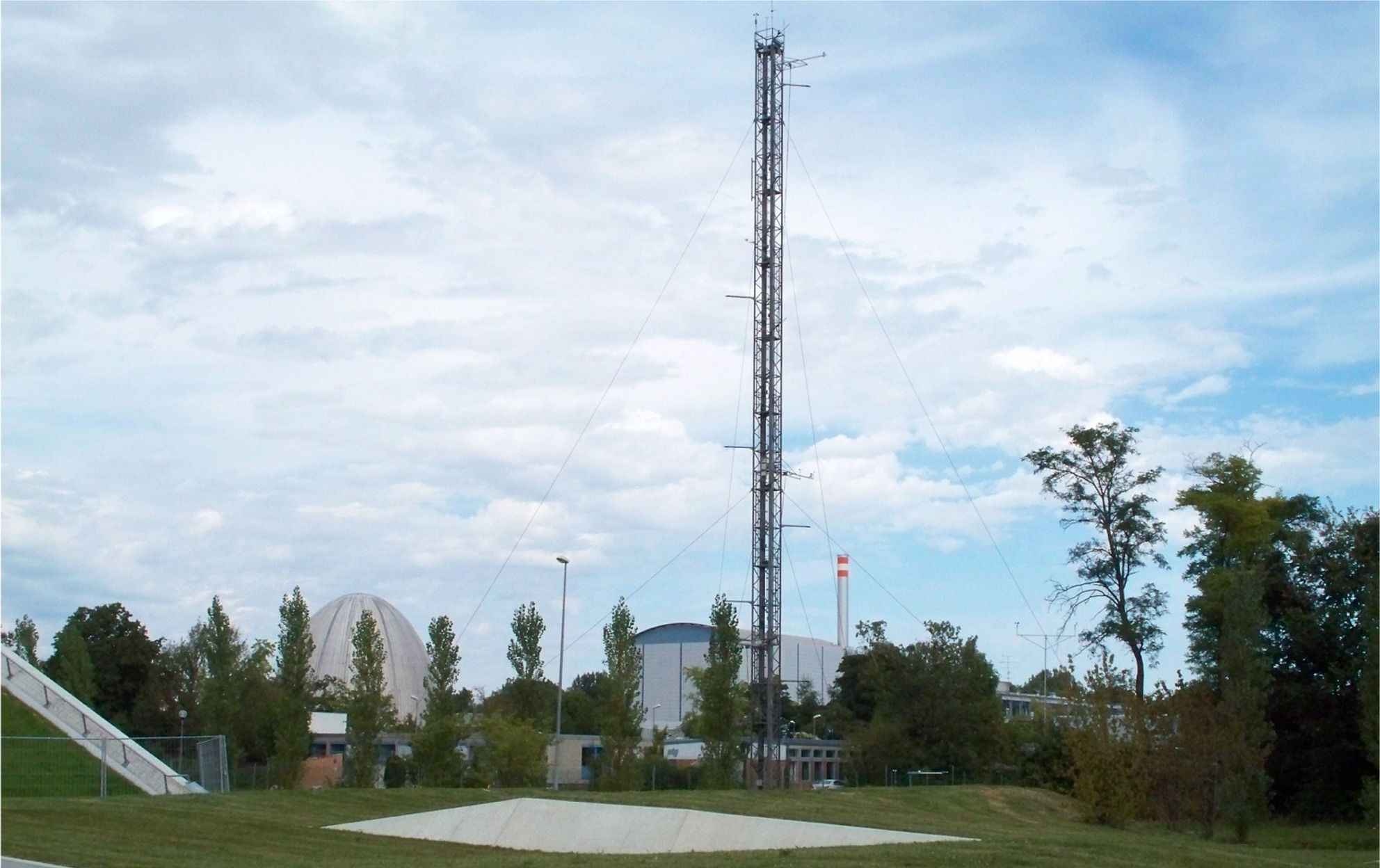
FRM I (Atomei) und FRM II im Hintergrund

Der Reaktor liegt auf dem Campus der TU München in unmittelbarer Nähe östlich seines Vorgängers, des ersten deutschen Forschungsreaktors FRM-I (in Betrieb 1957–2000). Der unter Denkmalschutz stehende markante Kuppelbau des FRM-I, bekannt geworden als „Garchinger Atomei“, dient nun teilweise als Erweiterung der Neutronenleiterhalle des FRM II. Das Areal ist baulich durch einen massiven Zaun vom Rest des Campus getrennt. Ein ursprünglich vorhandener Wassergraben wurde zurückgebaut.
Baulich besteht der FRM II aus dem Reaktorgebäude, das die sogenannte Experimentierhalle beherbergt, einer Neutronenleiterhalle und Nebengebäuden mit Büros, Werkstätten und Laboren. Das Reaktorgebäude, das eine quadratische Grundfläche mit 42 m Kantenlänge hat und 30 m hoch ist, enthält den eigentlichen Kernreaktor sowie die um diesen herumliegende „Experimentierhalle“ mit verschiedenen Einrichtungen, die über Strahlrohre mit Neutronen versorgt werden. Die Neutronenleiterhalle, ein 55 × 30 m² großer Anbau, wird über Neutronenleiter mit Neutronen versorgt. In Zukunft werden auch in der sogenannten „Neutronenleiterhalle Ost“ weitere Experimente untergebracht, die vom Reaktor über Neutronenleiter, die durch speziell vorgesehene Öffnungen in der Außenwand des Reaktorgebäudes geführt werden, mit Neutronen versorgt werden.
Ein zusätzliches Gebäude, das Industrielle Anwenderzentrum (IAZ) auf dem Gelände des FRM II, wird von der radiochemischen Industrie zur Herstellung von Radiopharmaka genutzt.
Darüber hinaus befinden sich weitere, meist ältere Gebäude auf dem Areal, die noch aus Zeiten des FRM-I oder der Bauphase stammen. Diese beherbergen neben einem Zyklotron und Werkstätten hauptsächlich Büros.

## Anlagensicherheit
Neben einer ständigen Bewachung und regelmäßigen Kontrollen verfügt der Reaktor über ein inhärentes Sicherheitselement: bedingt durch die Konstruktion des Brennelementes geht die Anlage bei Störungen von selbst in einen stabilen Betriebszustand über. Hierunter fallen unter anderem ein negativer Temperaturkoeffizient der Reaktivität sowohl für den Brennstoff als auch das Kühlmittel und ein negativer lokaler Blasenkoeffizient. Auch eine Vermischung von Leicht- und Schwerwasser, im Kühlkanal oder im Moderatortank, führt zu einer physikalisch bedingten Abschaltung des Reaktors.
Dazu kommen aktive Sicherheitseinrichtungen wie fünf magnetisch an Federn aufgehängte Abschaltstäbe aus Hafnium, die bei Unregelmäßigkeiten im Betrieb sofort in die Nähe des Brennelementes geschossen werden und den Reaktor abschalten (Reaktorschnellabschaltung). Im Falle des Verlustes des Regelstabes würden vier der fünf Abschaltstäbe ausreichen, den Reaktor abzuschalten.
Insbesondere nach den Anschlägen vom 11. September 2001 wurden nochmals Berechnungen durchgeführt, die die Sicherheit des FRM II hinsichtlich des Absturzes schneller Militärmaschinen, großer Verkehrsflugzeuge und eines Kerosinbrandes bestätigen. Vor der Erteilung der Betriebsgenehmigung wurde von unabhängigen Gutachtern eine Vielzahl möglicher Unfälle untersucht, so dass die Sicherheit der Anlage letztendlich von der zuständigen Aufsichtsbehörde bestätigt wurde.
Hinsichtlich der Bedenken bezüglich einer erhöhten Strahlendosis im Umfeld des FRM II ergaben Messungen und Berechnungen für die bewohnte Umgebung eine zusätzliche effektive Strahlendosis, die weniger als 0,01 % der Belastung durch natürliche Radioaktivität beträgt. Auch das Lüftungssystem des FRM II ist ein nahezu geschlossenes System, in dem die Luft über Filter gereinigt wird. Lediglich ein geringer Bruchteil wird nach einer Filterung an die Umgebung abgegeben. Die Abgabe wird gemessen und dokumentiert und ist über die Webseite des Bayerischen Landesamtes für Umwelt abrufbar.
Die Sicherheitsauflagen für den Reaktor sind ein Grund dafür, dass die TU München auf dem Garchinger Campus eine eigenständige Universitätsfeuerwehr unterhält.

## Kerntechnik und Kühlung
Das Reaktorkonzept folgt Grundideen, die erstmals um 1970 am 55-MW-Hochflussreaktor des Instituts Laue-Langevin (ILL) in Grenoble umgesetzt wurden. Innovativ ist am FRM II vor allem die Verwendung einer dichteren Uranverbindung. Diese Verbindung war ursprünglich entwickelt worden, um existierende Forschungsreaktoren ohne unverhältnismäßige Leistungseinbußen von hoch- auf niederangereichertes Uran umzustellen. Am FRM II ermöglicht die Kombination einer hohen chemischen Urandichte mit einer hohen nuklearen Anreicherung einen besonders kompakten Reaktorkern und dadurch ein besonders hohes Verhältnis von Neutronenfluss zu thermischer Leistung. Wie alle anderen Hochleistungsforschungsreaktoren wird auch der FRM II mit hochangereichertem Uran betrieben.

Brennelement des FRM II mit seinen 113 evolventenförmigen Brennstoffplatten (Ansicht von unten).

Im Gegensatz zu den meisten anderen Reaktoren kommt der FRM II daher mit einem einzigen Brennelement aus, das nach einer Zykluszeit von derzeit 60 Tagen gewechselt werden muss. Die Brennstoffzone des Elementes ist etwa 70 cm hoch und enthält 8 kg spaltbares 235U. Das Uran liegt als Uransilicid-Aluminium-Dispersionsbrennstoff vor. Das Brennelement ist hohlzylinderförmig, die 113 jeweils 1,36 mm dicken Brennstoffplatten sind evolventenförmig gekrümmt und stehen schräg zwischen Innen- und Außenwand. Nach außen hin wird dabei weniger dichter Brennstoff verwendet als im Inneren (Urandichte 1,5 g/cm³ statt 3,0 g/cm³), um durch höheren Neutronenfluss und damit einhergehend höhere Spaltdichten bedingte thermische Spitzen zu vermeiden. Zwischen den in einer Al-Fe-Ni-Legierung verpackten Brennstoffplatten fließt in 2,2 mm breiten Spalten leichtes Wasser als Kühlmittel. Die Brennstoffplatten besitzen eine für Forschungsreaktoren typische Brennstabhülle von 0,38 mm Dicke und sind damit so angelegt, dass die Spaltprodukte im Brennstoff verbleiben. Der Brennstoff selbst hat eine Dicke von 0,60 mm. Im inneren Hohlraum befindet sich der Regelstab, umgeben ist das Brennelement vom Moderator.

Evolventenförmig gekrümmte Brennstoffplatte, wie sie im Brennelement des FRM II zum Einsatz kommt. Das obere Cladding wurde in dieser Darstellung entfernt, um den Blick auf die Brennstoffzone (dunkelrot: hohe Urandichte, heller: geringere Urandichte) freizugeben. In dieser Darstellung wäre der Regelstab unten parallel zur Platte angebracht.

Das Brennelement ist in einem mit Schwerwasser gefüllten Moderatortank untergebracht. Schweres Wasser zeichnet sich gegenüber normalem Wasser durch eine deutlich geringere Absorption von Neutronen bei nur unwesentlich schlechterem Moderationsverhalten aus. Gekühlt wird das Brennelement mit leichtem Wasser. Bei der Maximalleistung von 20 MW erwärmt sich das Kühlwasser so von 37 °C auf maximal 53 °C. Geregelt wird der Reaktor mit einem im Brennelement befindlichen Regelstab aus Hafnium mit Beryllium-Folger. Der Regelstab ist durch eine Magnetkupplung mit dem Antrieb verbunden. Wird diese gelöst, so wird der Regelstab sowohl durch die Schwerkraft als auch durch die Strömung des Kühlwassers in seine untere Endposition gedrückt und der Reaktor damit sofort abgeschaltet.
Der Moderatortank befindet sich im 700 m³ fassenden Reaktorbecken, das mit dem entsalzten Kühlwasser gefüllt ist. Bedingt durch die umschlossene Bauweise kann so am FRM II von außerhalb des Moderatortanks nur eine geringe Tscherenkow-Strahlung beobachtet werden.

### Neutronenstatistik
Die oben beschriebene Anordnung bedingt, dass 72,5 % der erzeugten Neutronen die Spaltzone mit dem Leichtwasserbereich verlassen und so das Maximum des Neutronenflusses nicht im Brennelement selbst, sondern außerhalb, 12 cm von der Oberfläche des Brennelementes entfernt, im Moderatortank zu finden ist. In diesem Bereich enden einige der Strahlrohre, die damit nicht direkt auf den Kern zeigen, sondern an ihm vorbei. Vorteil dieser Technik ist ein besonders reines Spektrum, das nur sehr wenig durch intermediäre und schnelle Neutronen gestört wird. Auch die Gammastrahlung im Strahlrohr wird so deutlich reduziert. Der Neutronenfluss beträgt hier etwa 800 Billionen Neutronen pro Sekunde und Quadratzentimeter (8 × 1014 n/cm²s). Bedingt durch die zahlreichen Einbauten im Moderator, verringert sich dieser Fluss im Mittel auf etwa 80 % dieses Wertes. An den eigentlichen Experimentstandorten am Ende der Neutronenleiter beträgt die Flussdichte noch bis zu 1010 n/cm²s. Diese Flussdichten sind mit denen des ILL-Reaktors vergleichbar. Im Flussmaximum des Moderatortanks sind auch weitere Elemente untergebracht: Die kalte Quelle liefert besonders langwellige Neutronen, die heiße Quelle kurzwelligere Neutronen. Eine am Rand des Moderatortanks angebrachte, ausfahrbare Konverterplatte erzeugt schnelle Spaltneutronen für die medizinische Bestrahlungseinrichtung (entsprechend einer Temperatur von etwa 10 Milliarden Kelvin).
Von 100 Neutronen, die im Kern produziert werden, gelangen, wie bereits erwähnt, etwa 72,5 ins Schwerwasser, von denen wiederum rund 34,8 %, entsprechend etwa 25,2 der ursprünglich vorhandenen Neutronen, wieder vom D2O in die Brennstoffzone zurück reflektiert werden. Diese Neutronen sind schnell oder epithermisch. In der Brennstoffzone werden sie dann zusammen mit den 27,5 dort verbliebenen Neutronen (in Summe 52,7) durch das Kühlmittel H2O auf thermische Energien abgebremst. Durch Absorption gehen dabei rund 18,4 Neutronen verloren, zum Teil auch im Brennstoff, was zu 22,2 neuen Spaltneutronen führt. Die übrigen 34,3 Neutronen erzeugen durch Spaltung 47,4 neue Neutronen – der Rest geht in anderen Absorptionsprozessen verloren. Von den Neutronen, die in den Schwerwassertank gelangten und dort auch moderiert wurden, diffundieren 18,3 als thermische Neutronen vom D2O in die Brennstoffzone zurück. Sie führen über Spaltung zu 30,5 neuen Neutronen.
Insgesamt werden im FRM II bei Normalbetrieb rund 1,54 × 1018 Neutronen pro Sekunde produziert.

### Kühlung

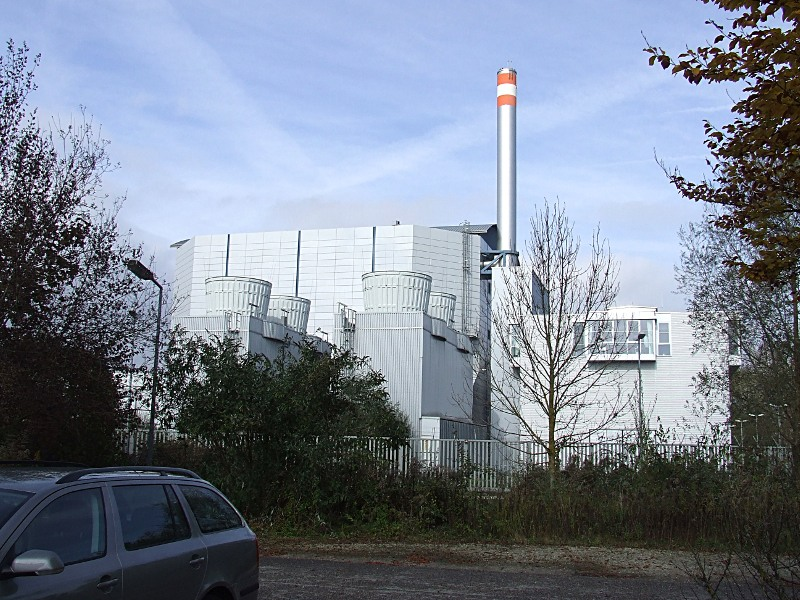
FRM II mit seinen Zellenkühlern

Der FRM II wird mit drei Kühlkreisläufen betrieben. Das primäre System nutzt das Beckenwasser und verzeichnet einen Durchfluss von etwa 1000 m³/h, also etwa 280 l/s, entsprechend einer Geschwindigkeit von 17 m/s in den 2,2 mm breiten Kühlkanälen zwischen den Brennstoffplatten. Das Sekundärsystem ist ein geschlossener Wasserkreislauf. Das tertiäre System besteht aus Nasskühlaggregaten, über die die Wärme an die Atmosphäre abgeführt wird. Zusätzlich zu den 20 MW thermischer Leistung des Kerns sind etwa 4 MW Leistung der Betriebskomponenten abzuführen.
Im Primärkühlkreislauf sorgen vier Pumpen für den nötigen Durchlauf, von denen jeweils zwei Pumpen zu einem Strang zusammengefasst sind. Bereits drei Pumpen reichen aus, um den Kern bei voller Nennleistung ausreichend zu kühlen. Im Falle einer Reaktorabschaltung werden drei Nachkühlpumpen zugeschaltet, die Beckenwasser durch den Kern pumpen. Diese Pumpen werden drei Stunden nach der Abschaltung wieder abgeschaltet, dann reicht die natürliche Konvektion zur Abfuhr der Restwärme des Kernes aus. Bereits eine dieser Pumpen genügt zur sicheren Abfuhr der Nachzerfallswärme. Zudem sind die Pumpen an einen Notstromdiesel angeschlossen, so dass auch ein kompletter Netzausfall überbrückbar ist. Auch im hypothetischen Szenario eines Ausfalls aller drei Pumpen würde der Kern nicht schmelzen, da zu wenig Restwärme vorhanden wäre. Darüber hinaus ist das System so ausgelegt, dass im Falle eines Ausfalles aller Pumpen das Beckenwasser die komplette Nachwärme des Brennelementes aufnehmen könnte, ohne zu sieden.
In den Sekundärkreislauf wird neben der Wärme des Primärkühlkreislaufs auch die Abwärme anderer Betriebskomponenten eingekoppelt.

## Nutzung
Der FRM II ist optimiert für Neutronenstreuexperimente an Strahlrohren und Neutronenleitern. Daneben gibt es Einrichtungen für Materialbestrahlungen, medizinische Bestrahlungen und kernphysikalische Experimente.
Die Experimentiereinrichtungen werden nicht vom FRM II selbst betrieben, sondern von verschiedenen Lehrstühlen der TU München sowie von anderen Hochschulen und Forschungseinrichtungen, die zu diesem Zweck Außenstellen auf dem Gelände des FRM II unterhalten. Vertretene Institute sind die Max-Planck-Gesellschaft, die Leibniz-Gemeinschaft und die Helmholtz-Gemeinschaft. Letztere stellt mit dem Jülich Centre for Neutron Science des Forschungszentrums Jülich mit über 30 Mitarbeitern die größte Außenstelle. Etwa zwei Drittel der Messzeit jedes Instrumentes stehen Gastwissenschaftlern aus aller Welt zur Verfügung. Insgesamt sind 30 % der Kapazität für kommerzielle Nutzung vorgesehen.
Die Instrumente am FRM II sind zum Großteil Spektrometer und Diffraktometer und decken ein breites Anwendungsspektrum ab, sowohl hinsichtlich Forschung als auch industrieller Nutzung:
Für die reine Element- und Isotopenanalytik existiert neben der klassischen Neutronenaktivierungsanalyse ein Instrument zur prompten Gamma-Aktivierungsanalyse (PGAA). Konventionelle Bestrahlungseinrichtungen stehen im Inneren des Moderatortanks mit verschiedenen Neutronenflüssen und -spektren zur Verfügung. Sie sind Voraussetzung für die Neutronenaktivierungsanalyse, werden aber auch zur Erzeugung radioaktiver Quellen genutzt, beispielsweise für die medizinische Behandlung in Form von Radiopharmaka. Auch Dichtemessungen sind so möglich. Die größte Bestrahlungseinrichtung ist die zur Siliziumdotierung, in der Silizium durch Neutroneneinfang und anschließenden Betazerfall in Phosphor umgewandelt wird.
Zwei Radiographie- und Tomographieanlagen nutzen die hohe Durchdringungsfähigkeit von Neutronen durch Materie zur Durchleuchtung technischer statischer und bewegter Objekte. Dabei können sowohl 2D-Bilder angefertigt werden (Radiographie) als auch komplette dreidimensionale Rekonstruktionen des inneren Aufbaus angefertigt werden. In Kombination mit der prompten Gamma-Aktivierungsanalyse kann dieser innere Aufbau zudem nach Isotopen aufgeschlüsselt werden.
Eine weitere Bestrahlungseinrichtung ist die medizinische Bestrahlungsanlage, in der Tumorgewebe mit den schnellen Neutronen aus der Kernspaltung bestrahlt wird. Dabei handelt es sich nicht um die besser bekannte Bor-Neutronen-Einfangtherapie, deren Wirkung auf in Bor absorbierten thermischen Neutronen beruht, sondern um die Wirkung von durch Neutronen angestoßenen Rückstoßprotonen.
In der Materialwissenschaft und Katalyse gibt es Möglichkeiten zur Gefügeanalyse und zur Strukturbestimmung. Außerdem können mit den am FRM II zur Verfügung stehenden Instrumenten Phasenanalysen bei mehrkomponentigen Legierungen durchgeführt werden. Eigenspannungen und Texturen können mit und ohne Last analysiert werden. Dies wird beispielsweise in der Eigenspannungsanalyse in der Fertigungstechnologie, der Bauteilfertigung und der Materialentwicklung und der Texturbestimmung nach Walz- und Umformprozessen verwendet. Hinsichtlich der Lebenswissenschaften gibt es Möglichkeiten zur Zustandsbestimmung organischer Verbindungen und zur Untersuchung der Dynamik komplexer Moleküle. Auch Strukturen und Bindungen in organischen Verbindungen (für Einkristalle) können analysiert werden.
Die Positronenquelle erschließt ein weiteres Anwendungsspektrum, hauptsächlich in der Oberflächen- und Defektanalyse. So kann beispielsweise eine oberflächennahe Elementanalyse durchgeführt oder die Oberflächenmorphologie bestimmt werden. Durch eine Defektanalyse können Gitterfehler in Kristallen bestimmt werden.

### Ultrakalte Neutronen
Am FRM II ist der Aufbau einer Anlage zur Erzeugung ultrakalter Neutronen (UCN) geplant. In gefrorenem Deuterium (D2) werden die Neutronen bis auf eine Energie von etwa 250 neV (Nanoelektronenvolt) herabgekühlt. Sie wird primär zum Studium fundamentaler Eigenschaften des Neutrons genutzt werden.

### Kalte Neutronen
Etwa 50 % der Experimente am FRM II verwenden kalte Neutronen, also Neutronen mit einer durchschnittlichen Energie von weniger als 5 meV. Die kalte Quelle ist ein mit etwa 16 l flüssigem, etwa 25 K kaltem Deuterium gefüllter Zusatzmoderator, der im Schwerwassertank des FRM II platziert ist. Um die Aufheizung durch Wärmeleitung, Gammastrahlung und Neutronenstöße zu kompensieren, hat die kalte Quelle einen eigenen Kühlkreislauf. Der Deuterium-Bereich ist mit Schutzgas umhüllt, um auch bei Fehlfunktionen den Kontakt zwischen Deuterium und Luft zu unterbinden. In der kalten Quelle beträgt die Flussdichte kalter Neutronen etwa 9,1 × 1013 n/cm²s. Folgende Experimente arbeiten mit kalten Neutronen:
| Name          | Typ                        | Betreiber                  | Beschreibung                                                                   |
| ------------- | -------------------------- | -------------------------- | ------------------------------------------------------------------------------ |
| ANTARES       | Radio- & Tomographie       | TUM                        | Radiographie und Tomographie                                                   |
| DNS           | Spektrometer               | JCNS                       | Diffuse Neutronenstreuung                                                      |
| J-NSE         | Spektrometer               | JCNS                       | Jülich Neutron Spin Echo Spectrometer                                          |
| KWS-1, -2, -3 | Diffraktometer             | JCNS                       | Kleinwinkelstreuung                                                            |
| MARIA         | Reflektometer              | JCNS                       | Magnet-Reflektometer mit hohem Einfallswinkel                                  |
| MEPHISTO      | Kern- & Teilchenphysik     | TUM                        | Kern- und Teilchenphysik mit kalten Neutronen                                  |
| MIRA          | Multi-Purpose Spektrometer | TUM                        | Verschiedene Optionen zur Diffraktometrie und Spektrometrie                    |
| N-REX+        | Diffraktometer             | MPI Metallforschung        | Neutronen-Röntgen-Kontrast-Reflektometer                                       |
| PANDA         | Spektrometer               | Helmholtz / IFP TU Dresden | Dreiachsenspektrometer                                                         |
| PGAA          | Bestrahlung                | IKP Köln / TUM             | Prompte Gamma-Aktivierungsanalyse                                              |
| REFSANS       | Diffraktometer             | HZG / TUM / LMU            | Reflektometer für die Analyse von weichen und flüssigen Grenz- und Oberflächen |
| RESEDA        | Spektrometer               | TUM                        | Neutronenresonanzspinecho                                                      |
| SANS-1        | Diffraktometer             | TUM / GKSS                 | Kleinwinkelstreuung (Small angle neutron scattering)                           |
| SPHERES       | Spektrometer               | JCNS                       | Rückstreuspektrometer                                                          |
| TOFTOF        | Spektrometer               | TUM                        | Hochauflösendes Flugzeitspektrometer                                           |

### Thermische Neutronen
Thermische Neutronen haben eine mittlere Energie von etwa 25 meV, entsprechend der Temperatur des Moderators.
| Name        | Typ            | Betreiber                             | Beschreibung                                                                  |
| ----------- | -------------- | ------------------------------------- | ----------------------------------------------------------------------------- |
| PUMA        | Spektrometer   | Uni Göttingen / TUM                   | Dreiachsenspektrometer mit Polarisationsanalyse und Multi-Analysator-Detektor |
| RESI        | Diffraktometer | LMU / Uni Augsburg                    | Einkristalldiffraktometer                                                     |
| SPODI       | Diffraktometer | TU Darmstadt / LMU                    | Strukturpulverdiffraktometer                                                  |
| STRESS-SPEC | Diffraktometer | TUM / Helmholtz / TU Clausthal / GKSS | Eigenspannungs- und Texturdiffraktometer                                      |
| TRISP       | Spektrometer   | MPI Festkörperforschung               | Neutronen-Resonanz-Spinecho-Dreiachsenspektrometer                            |

### Heiße Neutronen
Die heißen Neutronen entstammen der heißen Quelle (~2400 °C, Moderator: 14 kg Graphit). Sie werden hauptsächlich für Strukturuntersuchungen an kondensierter Materie eingesetzt. Diese Neutronen haben eine Energie zwischen 0,1 eV und 1 eV. Die heiße Quelle ist im Moderatortank in der Nähe des Flussmaximums untergebracht. Die Aufheizung des Graphits erfolgt durch Gammastrahlung, weniger auch durch Neutronen aus dem Reaktorkern. Die Quelle ist gegen die Umgebung durch einen doppelwandigen Zirkalloy-Behälter mit eingelagertem Isolierfilz isoliert, so dass die Temperatur an der Außenseite nur etwa 100 °C beträgt. Die sich schließlich ergebende Temperatur resultiert aus dem thermischen Gleichgewicht zwischen Aufheizung und Wärmeabgabe an die Umgebung.
| Name  | Typ            | Betreiber   | Beschreibung                     |
| ----- | -------------- | ----------- | -------------------------------- |
| HEIDI | Diffraktometer | RWTH Aachen | Heißes Einkristalldiffraktometer |

### Spaltneutronen
Die Strahlkonverteranlage (SKA) zur Erzeugung der Spaltneutronen besteht aus zwei zusammen 498 g 235U enthaltenden Platten, die durch Einfang thermischer Neutronen und anschließende Spaltung schnelle Spaltneutronen (Energie: 0,1 MeV – 10 MeV) erzeugen. Die Platten befinden sich am Rand des Moderatortanks und haben eine Nennleistung von 80 kW. Sie können bei Bedarf aus dem Neutronenfeld gezogen werden, um einem unnötigen Abbrand (Verlust durch Spaltung) des Urans vorzubeugen.
| Name   | Typ                  | Betreiber | Beschreibung                                                     |
| ------ | -------------------- | --------- | ---------------------------------------------------------------- |
| MEDAPP | Bestrahlung          | TUM       | Medizinische Bestrahlungsanlage (Neutronentherapie, Bestrahlung) |
| NECTAR | Radio- & Tomographie | TUM       | Neutronen-Computertomographie und Radiographie Anlage            |

### Positronenquelle
Die Positronenquelle NEPOMUC (NEutron induced POsitron Source MUniCh) ist die weltweit stärkste Quelle für monoenergetische Positronen (Stand 3/2008). Sie erzeugt etwa 9 × 108 moderierte Positronen pro Sekunde.
Zur Erzeugung der Positronen werden thermische Neutronen in Cadmium eingefangen, wodurch harte Gammastrahlung bis zur Maximalenergie von 9 MeV entsteht. Durch Absorption dieser Gammastrahlung in Platinfolien werden durch Paarbildung Positronen (Antimaterie) und Elektronen (Materie) erzeugt. Im Platin werden primär erzeugte Positronen auf Umgebungstemperatur moderiert und können nach Diffusion zur Folienoberfläche ins Vakuum emittiert werden.
Die so moderierten Positronen werden auf eine Energie von 1 keV beschleunigt und magnetisch geführt.
Über eine Strahlweiche gelangt der monoenergetische Positronenstrahl zu verschiedenen Experimenten: Die Positronenquelle wird von der TU München selbst betrieben.
| Name  | Beschreibung                                                                                                 |
| ----- | --- |
| CDBS  | Koinzidenzdopplerspektroskopie                                                                               |
| OP    | Ein offener Strahlplatz für zusätzliche Experimente: Derzeit Erzeugung des negativ geladenen Positroniumions |
| PAES  | Positronen-Annihilations induzierte Auger-Elektronen-Spektroskopie                                           |
| PLEPS | Gepulste niederenergetische Positronen (Pulsed Low Energy Positron System)                                   |
| SPM   | Rasterpositronenmikroskop (Scanning Positron Microscope)                                                     |

### Bestrahlungsanlagen
Zu den oben genannten Experimenten kommen die Bestrahlungsanlagen im Inneren des Moderatortanks zur Erzeugung radioaktiver Isotope, zur Neutronenaktivierungsanalyse (NAA) oder zur Neutronen-Transmutationsdotierung von Silizium.

#### Kapselbestrahlungsanlage
Die Bestrahlungszeiten der Kapselbestrahlungsanlage betragen einige Stunden bis Wochen. Die Proben werden in Aluminiumkapseln verpackt, die ihrerseits wieder in wasserdurchlässige Kapseln eingesetzt werden, sodass diese während der Bestrahlungszeit einer kontinuierlichen Kühlung mit dem Beckenwasser ausgesetzt sind. Zugleich können sechs solcher Kapseln mit einer maximalen Neutronenflussdichte von 1,3·1014 Neutronen pro cm2 und s bestrahlt werden. Der Transport von und zur Bestrahlungsposition erfolgt über ein karussellartiges Gebilde, das sich zur Gewährleistung der radioaktiven Abschirmung konstant in einer Wassertiefe von 3,50 m befindet. In der Kapselbestrahlungsanlage wird z. B. das Radioisotop Lutetium-177 hergestellt, das gegen Prostatakrebs eingesetzt wird.

#### Rohrpostbestrahlung
Bestrahlungszeiten zwischen 30 s und 5 h ermöglicht die Standard-Rohrpostanlage. Hierbei werden die Proben in Behältnisse aus Polyethylen verpackt und pneumatisch mit Kohlenstoffdioxid zur Bestrahlungsposition innerhalb des Moderatortanks transportiert. Die Bestrahlungen erfolgen mit einer maximalen Neutronenflussdicht von 7·1013 Neutronen pro cm2 und s. Nach einer definierten Abklingzeit werden die Proben hinsichtlich ihrer Strahlendosis untersucht und können zur Weiterverarbeitung und Anwendung transportiert werden. Über eine Transport-Rohrpostanlage ist ein wissenschaftliches Zentralinstitut der Technischen Universität München, die Radiochemie München RCM direkt mit der Rohrpostbestrahlungsanlage innerhalb des FRM2 mit getrennten Gasräumen für Bestrahlung und Transport verbunden. Im Zuge der Neutronenaktivierungsanalyse in der Rohrpostbestrahlungsanlage kann die elementare Zusammensetzung einer Probe bis zu einer Verdünnung der Elemente von 1:1 Billion nachgewiesen werden. Aus der Intensität der emittierten Gammastrahlung der aktivierten Probe lässt sich auf die Konzentration der Elemente in der Probe rückschließen.

#### Mechanische Bestrahlung
Die Kurzzeitbestrahlung von großvolumigen Proben erfolgt über eine mechanische Bestrahlungsanlage. Proben bis 2,5 L Volumen können für bis zu zwei Stunden mit einer maximalen Neutronenflussdichte von 1,1·1013 Neutronen pro cm2 und s innerhalb des Moderatortanks bestrahlt werden. Die Hauptanwendung liegt in der Altersbestimmung von Mineralien über eine Spaltspuranalyse.

#### Bestrahlungsposition im Regelstab
Die Be- und Entladung der Bestrahlungsposition innerhalb des Regelstabs ist nur nach Abschaltung der Neutronenquelle möglich. In dieser Position sind Bestrahlungen daher nur über den kompletten Brennstabzyklus von 60 Tagen möglich. Die maximale thermische Neutronenflussdichte innerhalb des Regelstabs beträgt hierbei 2·1014 Neutronen pro cm2 und s.

#### Weitere Bestrahlungseinrichtungen
Für Untersuchungen der Materialwissenschaften sowie für geologische Untersuchungen stehen am FRM II verschiedene Positionen für die Gammabestrahlung zur Verfügung. Bestrahlungen am Instrument PGAA dienen analytischen Untersuchungen. Materialtests unter schneller Neutronenbestrahlung werden am Instrument MEDAPP und NECTAR durchgeführt. MEDAPP wurde ursprünglich zur Bestrahlung von Tumorerkrankungen geplant. Im Vergleich zur klinischen Neutronenbestrahlung weisen Spaltneutronen des FRM II die höchste biologische Wirksamkeit auf. Aufgrund der geringen Eindringtiefe der Spaltneutronen in das menschliche Gewebe ist die Bestrahlung auf die Behandlung oberflächennaher Tumore beschränkt.

## Anwendungen in Forschung und Industrie

### Energiesysteme
Die Erforschung und Entwicklung von Energiesystemen am MLZ deckt die folgenden Bereiche ab: Energiespeicherung, -transformation und -transport, Siliziumdotierung, Batterien, Wasserstoffspeicher, Brennstoffzellen, Ölrückgewinnung, Supraleitfähigkeit und CO2-Speicherung.

#### Materialentwicklung für Next-Generation Lithium-Ionen-Batterien
Vielversprechende Materialverbindungen für die Kathodenentwicklung von Next-Generation Lithium-Ionen-Batterien bestehen unter anderem aus Nickel, Kobalt und Mangan (NCM-Verbindungen). Die exakte Zusammensetzung der Verbindungen sowie der elektrochemische Mechanismus der den Batteriezyklen zu Grunde liegt sind bis heute schwierig zu kontrollieren beziehungsweise zu analysieren. Mit Hilfe von Neutronenbeugungsexperimenten am Instrument SPODI konnte eine Synthesestrategie für die Herstellung von NCM-Materialien entwickelt werden, die einen Nickelkern mit einer Mangan-Ummantelung aufweisen. Diese Materialien versprechen eine hohe Energiedichte in Kombination mit einer langen Lebensdauer. Aufgrund der Umweltschädlichkeit des Kobalt-Abbaus wird aktuell an der Herstellung Cobalt-freier NCM-Materialien geforscht.

#### Effizienzsteigerung organischer Solarzellen
Die aktive Schicht aus halbleitendem Material besteht im Falle organischer Photovoltaikzellen aus zwei Arten von Polymeren: Elektronendonatoren und Elektronenakzeptoren. Die Grenzfläche zwischen beiden Materialien entscheidet über die Effizienz der Solarzellen. Herkömmliche Mikroskopie-Methoden ermöglichen lediglich die Abtastung der Oberflächenstrukturen der halbleitenden Schichten. Lösliche Zusatzstoffe wie 1,8-Oktanedithiol erhöhen die Leistung der organischen Solarzellen. Die innere Morphologie der halbleitenden Schichten in Kombination mit den effizienzsteigernden Zusatzstoffen konnte am Neutronenreflektometer REFSANS betrachtet werden. Dabei wurde ein verbesserter Transport der Ladungsträger innerhalb der Zwischenschicht mit Hilfe des Zusatzstoffes 1,8-Oktanedithiol nachgewiesen.

### Informationstechnologie
Auf dem Gebiet der Informationstechnologie und funktioneller Materialien wird am FRM II unter anderem Forschung in den Bereichen elektronische Systeme, Datenspeicherung mit Hilfe von Magnetismus, Spin-Verhalten, Ferroelektrika und Sensoren betrieben.

#### Dreidimensionale Speicherelemente
Oxidische antiferromagnetische Materialien zeigen keine Empfindlichkeit gegenüber äußeren störenden Magnetfeldern und zeigen zukünftig eine höhere Datenspeichereffizienz als magnetische Materialien. Die magnetischen Schaltprozesse der oxidischen Materialien konnten mit Hilfe der polarisierten Neutronenreflektometrie am Instrument MARIA auf mikroskopischer Ebene aufgeklärt werden. Magnetische Solitone in den Grenzbereichen zwischen den antiferromagnetisch geordneten Zonen ermöglichen einen Datentransfer zwischen den verschiedenen Systemschichten und damit eine Zukunft für dreidimensionale Datenspeicher.

### Lebenswissenschaften und Gesundheit
Im Bereich Gesundheit wird am FRM2 an der Diagnostik und Therapie von Erkrankungen, medizinischen Materialien und Lebensmitteln geforscht. Analytische Experimente im Bereich der Lebenswissenschaften finden vor allem auf dem Gebiet der Molekularbiologie statt.

#### Molekulare Mechanismen Multipler Sklerose
Da die molekularen Mechanismen hinter der Krankheit Multiple Sklerose bis heute nicht vollständig geklärt sind, besteht bisher keine Therapie zur Heilung. Bekannt ist, dass Änderungen in der Lipid-Zusammensetzung der Myelinschicht, die die Axone der Neuronen umgibt zu Instabilitäten in der Lipiddoppelschicht des Myelins führt. Mit Hilfe der Neutronenstreuung am Instrument KWS-2 und des magnetischen Reflektometers MARIA konnte der molekulare Ursprung der Membraninstabilität weiter untersucht werden. Die Ergebnisse dienen potentiellen Strategien zur Re-Myelinierung der Neuronen.

#### mRNA-Impfstoffe
Mit Hilfe von Neutronenstreuung am Instrument KWS-2 haben unter anderem Forscher der Mainzer Firma BioNTech neue Ansätze für die Verpackung von mRNA-Impfstoffen in Nanopartikel untersucht. Hierbei wurde die Materialzusammensetzung der Hybrid-Nanopartikel optimiert. Auch die Auswirkungen des Mengenverhältnisses zwischen mRNA und Hüllmaterial konnte mit Hilfe des hohen Neutronenflusses an der Kleinwinkelstreuanlage untersucht werden.

### Nano- und Ingenieurwissenschaften
Um Weiterentwicklungen in den Bereichen Transport, Fahrzeug- und Flugzeugbau, Sensoren sowie mechanische und elektrische Nanogeräte voran zu treiben bedarf es der Untersuchung von Materialien bis hin zu Nanostrukturen mit Hilfe von Neutronen.

#### Magnetische Monopole
Magnetische Monopole wurden am FRM2 zum ersten Mal in einem elektrisch leitfähigen Material entdeckt. Mit Hilfe heißer polarisierter Neutronen am Diffraktometer POLI wurde das Kagome Spin-Ice Material HoAgGe hinsichtlich seiner magnetischen Eigenschaften untersucht. Die dreieckige Anordnung der atomaren Spins verhindert deren Parallelisierung. Dadurch entstehen magnetische Monopole mit potentiellen industriellen Anwendungen.

#### Sicherheit von Schweißnähten
Die Belastungsgrenzen und die Lebensdauer von Schweißnähten können mit theoretischen Berechnungsmodellen simuliert werden. Die Spannungszustände der Bauteile nach den Schweißarbeiten können mit Hilfe der Neutronendiffraktion am Instrument STRESS-SPEC untersucht und die theoretischen Betrachtungen ergänzt werden. Die Neutronenreflexion gibt dabei Aufschluss über die Anordnung der Atome in den Gitterebenen. Durch die Verbesserung der Simulationsberechnungen erhöht sich die Sicherheit der Bauteile und Anlagen.

### Geo-, Umweltwissenschaften und das kulturelle Erbe
Globalisierung und Klimawandel fordern ein genaues Verständnis der Prozesse auf der Erde, deren Konsequenzen und der Auswirkungen menschlichen Handels in der Vergangenheit und Gegenwart um zukünftigen Herausforderungen des globalen Wandels begegnen zu können.

#### Entstehung von Stein-Eisen-Meteoriten
Die genaue Entstehung von Pallasiten (Stein-Eisen-Meteorite) blieb trotz jahrzehntelanger Forschung ungeklärt. Mit Hilfe der Hochdruckradiographie und -streuung an dem im Aufbau befindlichen Instrument SAPHiR gelang es, die Strukturen aller Pallasitarten experimentell herzustellen. Die hierfür am Instrument erzeugten hohen Drücke und Temperaturen dienten der Simulation der Kollision zweier Himmelskörper, die für die Entstehung von Pallasiten notwendig ist. Hierbei müssen sich Eisenkern und Gesteinsmantel des Asteroiden zunächst trennen und anschließend mit einem zweiten Himmelskörper zu kollidieren.

#### Entwicklungsstadien von Dinosaurier-Eiern
Um die Frage zu beantworten, ob Dinosaurierküken aus der Gruppe der Oviraptoren gleichzeitig aus ihren Eiern geschlüpft sind, wurden Fossilien der Oviraptoreneier mit Hilfe der Neutronenradiographie an den Instrumenten ANTARES und NECTAR untersucht. Anhand des Entwicklungsstadiums des embryonalen Skeletts in den Eiern konnte untersucht werden, ob die Dinosaurierküken zugleich geschlüpft wären. Die Länge, die Lage und der Vernetzungsgrad der Knochen können mit herkömmlichen Computertomographiemethoden nicht bestimmt werden. Hierfür bedarf es der hohen Eindringtiefe der Neutronen an ANTARES und NECTAR. Aus den Ergebnissen schlossen die Wissenschaftler, dass die Fortpflanzungsstrategie der Oviraptoren der moderner Vögel ähnelt, deren Küken zu unterschiedlichen Zeitpunkten schlüpfen.

## Meldepflichtige Ereignisse und andere Vorkommnisse
Am FRM II gab es bisher 18 meldepflichtige Ereignisse, davon zwei in der Kategorie „Eilt“ und 16 in der Kategorie „Normal“. Zeitlich verteilen sich die Ereignisse wie folgt: 2004: 1; 2005: 1; 2006: 3; 2007: 1; 2008: 1; 2009: 5; 2010: 2; 2011: 1; 2014: 1; 2016: 1; 2020: 1. 2020 wurde C-14 freigesetzt, das Ergebnis wurde später als INES 1 eingestuft. Sonst wurde bei keinem der meldepflichtigen Ereignisse Radioaktivität freigesetzt, alle anderen Ereignisse sind in die Kategorie INES 0 eingruppiert worden.
- 18. Februar 2007: Reaktorschnellabschaltung nach Ausfall der Moderatortankkühlung. Bedingt durch Neutronenstöße und Gammastrahlung wird das schwere Wasser im Moderatortank aufgeheizt. Zur Abfuhr der Wärme hat der Moderatortank ein eigenes Kühlsystem.
- 13. Mai 2009: Nicht vorgabegemäßes Schließen einer Rückschlagklappe im Primärkühlsystem bei wiederkehrender Prüfung. Kategorie „Eilt“, Ereignisnummer 09/002. Die Rückschlagklappe ist für den Übergang von erzwungener Kühlung zur Naturkonvektion bei der Nachwärmeabfuhr von Bedeutung.
- 30. Juli 2009: Schwergängigkeit einer von drei redundanten Rückschlagklappen am primären Kühlsystem.[121]
- 14. Mai 2020: Durch einen Montagefehler trat radioaktives C-14 über einen Kamin in die Atmosphäre aus, dadurch wurde der Grenzwert um circa 15 % überschritten. Der Vorfall wurde nach der atomrechtlichen Meldeverordnung als eilbedürftig (Kategorie E) bewertet. Auf der internationalen Bewertungsskala (INES) wurde der Vorfall zunächst auf Stufe 0 klassifiziert, wonach ein Vorfall maximal eine geringe sicherheitstechnische Bedeutung hätte. Im Januar 2021 räumten die Betreiber eine Neueinstufung ein und erhöhten den Wert auf Stufe 1.[14] Eine Gefahr soll weder für Menschen noch für die Umwelt bestanden haben.[122][123]

Weitere, nicht meldepflichtige Ereignisse, die eine überregionale mediale Aufmerksamkeit hervorriefen:
- 2006 wurden Eisenoxid-Ablagerungen von einigen Nanometern Dicke (in den Medien als „Rost“ bezeichnet) im Reaktorbecken festgestellt, deren Ursachen bislang nicht geklärt werden konnten und die nicht behoben wurden (Stand Januar 2012).[124] Mehrere voneinander unabhängige Gutachten schlossen jedoch eine Beeinträchtigung der Sicherheit des Reaktors aus,[125][126] so dass keine weiteren Maßnahmen ergriffen wurden.[127]
- Im November 2012 wurde der Reaktor außerplanmäßig heruntergefahren, da eine Überschreitung des Grenzwertes für die Emission des radioaktiven Isotops 14C drohte.[128][129] Entgegen anders lautenden Meldungen wurde der Grenzwert, der beim FRM II lediglich ein Fünftel der nach Strahlenschutzverordnung erlaubten Freigrenze für den genehmigungsfreien Umgang beträgt, nicht erreicht. Nach Klärung der Ursache, einer geänderten Reinigungsprozedur des Schwerwassers, wurde der Reaktor wieder angefahren und bis zum Ende des Jahres ohne weitere Vorkommnisse planmäßig weiter betrieben.[130]
- 2019 wurde die Genehmigung erteilt, für weitere 20 Jahre leicht radioaktive Abwässer in die Isar leiten zu dürfen. Ursprünglich beantragt waren 30 Jahre.[131] Es folgte ein größeres Medienecho.

## Besuche und Führungen am FRM II
Besichtigungen des FRM II sind außerhalb der Corona-Pandemie für wissenschaftliches Personal sowie für die Allgemeinheit, Schüler und Studierende möglich. Vor der Corona-Pandemie verzeichnete der FRM II jährlich rund 3500 Besucher. Für wissenschaftlich interessiertes Publikum werden spezielle Fachführungen und Vorträge von den Mitarbeitern der Forschungs-Neutronenquelle angeboten. Besichtigt werden können unter anderem das Reaktorbecken (über ein eigens dafür eingerichtetes Fenster), die Experimentierhalle mit den wissenschaftlichen Instrumenten sowie die Neutronenleiterhalle, in der sich weitere Instrumente befinden. Für Studierende der Technischen Universität München finden nach Anmeldung regelmäßig gesonderte Fachführungen statt.
Da es sich um eine kerntechnische Anlage handelt, unterliegen der Besuch sowie die Führungen durch den Forschungsreaktor einigen Vorschriften. Der Zutritt ist volljährigen Personen mit einem gültigen Personalausweis oder Reisepass nach einer vorherigen Sicherheitskontrolle gestattet. Eine Ausnahme davon bilden Schüler ab einem Mindestalter von 16 Jahren. Besuchswünsche und Führungen werden zuvor über den Besucherdienst des FRM II angemeldet.